# 8233 Asada
8233 Asada este un asteroid din centura principală de asteroizi.

## Descriere
8233 Asada este un asteroid din centura principală de asteroizi. A fost descoperit pe 5 noiembrie 1997 la Ōizumi de Takao Kobayashi. El prezintă o orbită caracterizată de o semiaxă mare de 2,38 ua, o excentricitate de 0,18 și o înclinație de 5,7° în raport cu ecliptica.